# Kerstin Kündig
Kerstin Kündig (* 2. Juli 1993 in Hittnau) ist eine Schweizer Handballnationalspielerin, die dem Kader der Schweizer Nationalmannschaft angehört.

## Karriere
Kündig spielte anfangs bei der HSG Pfäffikon-Fehraltorf. Nachdem die Rückraumspielerin ab dem Jahr 2007 für den TV Uster aufgelaufen war, schloss sie sich zwei Jahre später dem Schweizer Erstligisten Yellow Winterthur an. Kündig wechselte im Jahr 2014 zum Ligakonkurrenten LC Brühl Handball. Mit Brühl gewann sie 2017 und 2019 die Schweizer Meisterschaft, 2016 und 2017 den SHV-Cup sowie 2017 und 2019 den Schweizer SuperCup. Bei den Swiss Handball Awards wurde sie 2017 mit dem Preis Beste Schweizer Spielerin und 2020 mit den Preisen Beste Schweizer Spielerin und MVP ausgezeichnet. Ab 2020 stand sie beim deutschen Bundesligisten Thüringer HC unter Vertrag. Im Sommer 2022 wechselte sie zum dänischen Erstligisten Viborg HK. Aufgrund diverser Verletzungen wurde Kündig im Dezember 2022 vom deutschen Bundesligisten SG BBM Bietigheim verpflichtet. Mit Bietigheim gewann sie 2023 sowohl die deutsche Meisterschaft als auch den DHB-Pokal. Im Sommer 2023 kehrte sie zum Thüringer HC zurück. Mit dem Thüringer HC gewann sie im Jahr 2025 die EHF European League. Ab dem Sommer 2025 wird sie für den Schweizer Erstligisten GC Amicitia Zürich auflaufen.
Kündig bestritt bisher 91 Länderspiele für die Schweizer Auswahl, in denen sie 249 Treffer erzielte. Mit der Schweiz nahm sie an der Europameisterschaft 2022 und an der Europameisterschaft 2024 teil.

## Sonstiges
Ihre jüngere Schwester Rebecca Kündig spielte ebenfalls Handball.